# Britanska Istočna Afrika
Britanska Istočna Afrika je područje istočne Afrike koje je zauzimalo otprilike isto područje današnje Kenije (oko 639.209 km ²) od Indijskog oceana do Ugande i Velike rasjedne doline. Bilo je pod kontrolom Velike Britanije u kasnom 19. stoljeću, osnovano je iz britanskih komercijalnih interesa na tom području 1880. godine i ostalo je protektoratom do 1920., kada je postalo kolonija Kenija.
Europski misionari počeli su naseljavati ovo područje od Mombase do Kilimandžara 1840., nominalno pod zaštitom sultana Zanzibara.  Godine 1886. Britanska vlada potiče Williama MacKinnona da uspostaviti britanski utjecaj u regiji. Kada je MacKinnova tvrtka počela propadati, Britanska vlada je 1. srpnja 1895. proglasila protektorat, uprava je prebačena na Ministarstvo vanjskih poslova. Pukovnik J. Hayes Sadler bio je prvi guverner i vrhovni zapovjednik. Europljani su bili razdvojeni od domicilnog stanovništva te je bila izražena rasna segregacija. S doseljavanjem novih doseljenika 1903. godine uglavnom iz Južne Afrike rasle su potrebe za zemljištem te su Masaima smanjena prava na pašnjake.  Dana 23. srpnja 1920. protektorat je postao kolonija Kenija.